# Isihasm
Isihasmul (hesychasmos), din hesychia, "liniște, împăcare" este o tradiție eremită de rugăciune în tradiția ortodoxă, a cărei practicare se numește hesychazo: "a păstra liniștea". Practicanții sunt isihaști (hesychastes). 
Isihasmul se mai numește și palamism (denumire derivată din numele teologului Grigore Palamas), iar formele sale cunoscute provin din tradiția monastică a Muntelui Athos. Potrivit acestei doctrine, creștinul sau monahul trebuie să trăiască în pace și liniște, împăcând trupul cu sufletul, menținându-se într-o stare contemplativă. Se practica permanent așa-numita rugăciune a inimii sau a minții („Doamne Iisuse Hristoase, Fiul lui Dumnezeu, miluiește-mă pe mine păcătosul”), o formulă menită a ține trează conștiința bunătății dumnezeirii și a statutului de creatură păcătoasă.

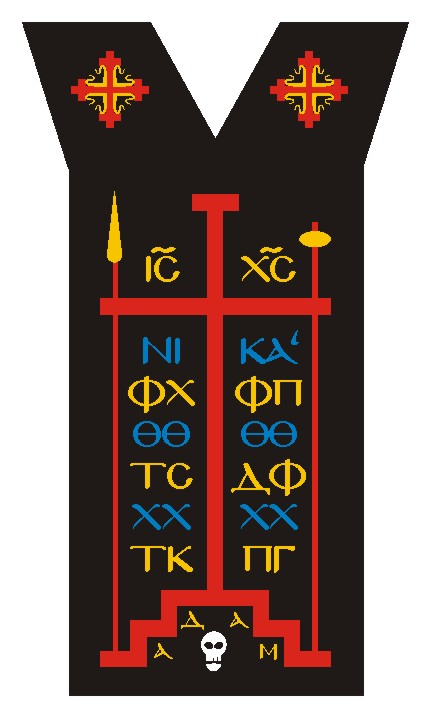
Veșmânt sacramental purtat de isihaști numit Schima mare

Deși se spune (pe urmele lui Meyendorff) că Isihasmul ar fi fost inițiat de Grigore Palamas, există teologi care susțin că originile acestei practici sunt mult mai vechi, ea provenind de la pustnicii Egiptului. 
Așa cum îl cunoaștem azi, în forma sa sistematizată, Isihasmul este învățătura teologului Grigore Palamas (arhiepiscop al Tesalonicului între 1347 și 1359). Acesta preia și îmbogățește principiile Sf. Grigore Sinaitul, în urma unei provocări a lui Varlaam Calabrezul, un monah ortodox calabrit (italo-grec), probabil influențat de nominalismul occidental. Astfel, curentul isihast se înfățișează ca o dispută începută în 1338, între Palamas și Varlaam, doi teologi importanți ai lumii bizantine.

## Origini

### Istoria termenului
Originea termenului hesychasmos și a celorlalți termeni înrudiți (hesychastes, hesychia hesychazo) nu este foarte sigură. Conform Lexoconului Lampe (A Patristic Greek Lexicon) termenii de bază hesychia și hesychazo apar încă în secolul al IV-lea la Părinții Bisericii (la Ioan Chrysostomul și la Capadocieni). 
Termenul mai apare la Evagrie Ponticul (345–399), un scriitor care aparține tradiției deșertului, deși această tradiție folosea de obicei termenul „anahoret” pentru practicantul retragerii. 
De asemenea, termenul isihast mai era folosit în secolul al VI-lea în Palestina, în Viețile lui Chiril din Scithopolis, cu referire la sfinți care proveneau din Capadocia.
În perioada Împăratului Iustinian (secolul al VI-lea) termenii isihast și anahoret devin sinonimi. Astfel, sunt folosiți sistematic de către Sf. Ioan Sinaitul (523–603).
Se pare că termenul semnifică în mod particular integrarea repetării continue a rugăciunii lui Iisus în practica de asceză mentală, folosită încă de Părinții pustiei din Egipt. 
Din secolul al XIV-lea, termenul se referă în mod precis la repetarea Rugăciunii lui Iisus în practicarea ascezei mentale, asistată de anumite tehnici psihofizice, în mediul monastic din Muntele Athos.
Potrivit tradiției, întemeietorul în Athos al mișcării a fost Grigore Sinaitul, un călugăr născut, se pare în Asia Mică și care a umblat o vreme îndelungată în Orient, apoi prin insulele Mediteranei, la Athos și la Constantinopol, pentru a se stabili după 1325, la Paroria, în Tracia de răsărit unde va și muri pe la 1356.

## Scurtă descriere
Potrivit tezelor isihaste, comuniunea omului cu Dumnezeu (legătură inițial existentă, dar deteriorată prin păcatul primordial) se poate reface printr-un efort către obținerea purității primordiale, efort ascetic ce presupune două trepte consecutive. 
Prima este praxisul, care constă în urmărirea strictă a pildei unor monahi exemplari, stăpânirea propriului eu, supunerea la privațiuni și probe ascetice. Rezultatul era achiziționarea unei bune discipline psihice. 
Regenerarea morală este ținta celei de a doua etape, în cadrul căreia, printr-o supremă concentrare interioiară, prin izolare de lumea exterioară, prin meditație continuă și prin practicarea rugăciunii mentale (specifică isihaștilor), se poate ajunge la purificare, resurecție spirituală și starea de extaz ce îngăduie vederea luminii divine (care, în concepția lui Palamas, este identică cu cea apărută pe muntele Tabor). 
Isihasmul este prin urmare atât o teorie cât și o practică religioasă. În sens isihast, teologia nu este numai un discurs despre Dumnezeu, este în același timp și un mod de viață creștin. Teolog este cel care nu rămâne la a cunoaște dogma și canoanele, ci mai ales le practică, trăind el însuși în Iisus Hristos. Astfel, în Isihasm creștinismul este în primul rând experiență.
Isihasmul consideră că Dumnezeu poate fi cunoscut, deoarece omul este părtaș la energia divină increată, adică la harul lui Dumnezeu.

## Practica isihastă
Practicarea Rugăciunii lui Iisus este unică, existând mai multe trepte a supunerii acesteia: de la rugăciunea buzelor, cum spune Psalmistul, la Rugăciunea Inimii - cea mai mare treaptă. Părinții athoniți recomandă zicerea rugăciunii sub forma "Doamne Iisuse Hristoase, miluiește-mă", fiind forma inițială (celelalte variații mai dezvoltate au apărut din evlavia oamenilor). 

### Isihasmul și viața sacramentală
Practica isihastă este considerată o parte a vieții liturgice și sacramentale a bisericii ortodoxe și nu o tehnică pur individuală. Textele insistă asupra faptului că isihastul este un membru al Bisericii.
Cu toate acestea, practica isihastă presupune o retragere a individului din societate.
Se vizează dobândirea liniștii interioare și minimalizarea simțurilor corporale, conform modelului lui Evagrie Ponticul și a unei vechi tradiții ascetice grecești. Aceasta presupune „retragerea” individului în sine, îndreptarea atenției spre mintea necorporală.
Sfântul Ioan Sinaitul descrie practica isihastă ca pe un exil pe înălțimi în vederea rugăciunii și supravegherii „viei” (aluzie la parabola evanghelică) pe care o pândesc hoții. Alegoria se referă la asceza mentală, la respingerea prin rugăciune a gândurilor ispititoare („hoții”) care îl pândesc.

### Rugăciunea lui Iisus
Scopul isihastului este cunoașterea față către față a lui Dumnezeu. În singurătate, el repetă rugăciunea lui Iisus "cu inima", adică în mod real, ca pe o invocație a lui Hristos însuși. Aceasta este încă o diferență fundamentală față de tehnicile ascetice orientale, unde puterea formulelor mantrice este in objecto. Pentru isihast, repetarea pur formală a silabelor rugăciunii este considerată periculoasă.
Practicarea rugăciunii lui Iisus, numită și „Rugăciunea inimii”, trebuie să aibă loc în umilință. Textele isihaste avertizează deseori asupra pericolelor care survin asupra eremitului care este mândru, orgolios sau arogant. 
Practicarea rugăciunii inimii este continuă și automată, ducând la dobândirea unei stări mentale de nepsis (sobrietate, neutralitate), acea stare mentală care a devenit imună la gândurile ispititoare.

### Coborârea minții în inimă
Un alt element al practicii isihaste este „coborârea minții (nous) în inimă”, pentru ca rugăciunea și sobrietatea să se localizeze în amândouă. Sensul acestei coborâri nu pare să fie unul metaforic ci, în acord cu psihologia isihastă, este un fenomen real. 
Mintea coborâtă în inimă semnifică o unire a facultății intelectuale cu cea a inimii (emoția / sentimentul de smerenie și iubire), astfel încât devine posibilă atingerea unei stări de sobrietate totală, fără imagini mentale și fără tentații. Mintea atinge o liniște profundă, punctată doar de sunetele rugăciunii.

### Păzirea minții
Acest stadiu este numit „păzirea minții” și reprezintă scopul practic al isihastului, condiția de posibilitate pentru contemplarea lui Dumnezeu cu ajutorul Harului, o „stare de pregătire” care trebuie păstrată permanent. 

### Dumnezeu ca Lumină necreată
Isihaștii spun că vederea lui Dumnezeu are loc sub forma Luminii Necreate. Această stare de extaz este temporară, isihastul nu rămâne în ea ci se întoarce printre oameni, continuând să practice păzirea minții. Lumina Necreată a isihasmului este vederea Duhului Sfânt.
Pe de altă parte, Isihasmul ca set de practici ascetice înglobate în doctrina și programul liturgic ortodox nu este o căutare a extazului ca scop în sine. Scopul isihasmului este de a purifica ascetul pentru a-l pregăti pentru întâlnirea cu Dumnezeu. Se poate spune astfel că scopul isihasmului este acela de a avea mintea și inima pregătită pentru a aștepta întâlnirea iminentă. Întâlnirea ca atare este însă o chestiune de Har: Dumnezeu se arată atunci când dorește, nu când îl chemăm noi.
Întâlnirea cu Dumnezeu este înțeleasă de Isihast ca o experiență personală, directă, empirică.

### Comparația cu tehnicile orientale
Practica isihastă este uneori comparată în mod exagerat cu tehnicile de meditație budiste, hinduiste sau sufiste, deși asemănările pot fi considerate forțate atâta timp cât practicanții isihasmului le resping pe motivul că posturile corporale și tehnicile de respirație practicate în isihasm sunt considerate de importanță instrumentală, pe primul loc fiind rugăciunea și Grația divină sau Harul. Această nuanță este importantă deoarece în creștinism, spre deosebire de religiile orientale, desăvârșirea și mântuirea nu poate avea loc doar prin puterea (sau tehnica) omului, fiind necesar și Harul lui Dumnezeu.

## Polemica isihastă
Veritabilul teoretician și doctrinar al isihasmului a fost arhiepiscopul de Salonic, Grigore Palamas, născut în 1296 la Constantinopol, călugăr athonit. El s-a implicat într-o polemică cu călugărul filosof Varlaam din Calabria. Varlaam era interesat de fenomenul isihast și se documenta în legătură cu metoda psihofizică de meditație din Athos (contemplarea buricului), culegând informații și emițând judecăți superficiale cu privire la aceasta. Varlaam spunea că isihaștii confundă inima ca organ fizic cu inima înțeleasă ca centru spiritual al persoanei umane, accentuând că rugăciunea este un fapt mental care nu are nici o legătură cu activitatea corpului.
De asemenea, Varlaam respingea posibilitatea unei cunoașteri empirice a lui Dumnezeu, spunând că aceasta poate fi numai propozițională.
Palamas răspunde acestor opinii construind, în timpul polemicii, o solidă sinteză dogmatică a ortodoxiei.

## Filosofia isihastă
Tradiția filozofică a acestui curent conține elemente din gândirea neoplatonicilor. Ideile lui Platon - mai ales interpretările date de neoplatonici - au revenit periodic în atenția filozofilor și teologilor bizantini, altfel cunoscători exemplari ai tezaurului filozofic elin și utilizatori ai lui, în limitele îngăduite de credința creștină. 
Mișcarea isihastă a cărei nume vine de la monahii "isihaști" adică aceia care preferau, în locul comunităților călugărești, locurile retrase care favorizau asceza și existența în tăcere, cu rădăcini în epoca bizantină timpurie (practica monastică din Siria și Palestina ce a arătat de mult elemente pre-isihaste), se va închega într-un sistem al filozofiei bizantine din secolul al XIV-lea. 
Isihasmul a mai fost definit și ca o continuare a cunoscutei lupte dintre „ziloți” și „politici” sau a celei dintre călugări și clerul secular, cu câștig pentru primii. 
S-a mai spus, după opinia lui F. I. Uspenski, că „explozia” isihastă este și o continuare a luptei dintre platonism și aristotelism. Conflictul fundamental a fost însă alimentat de disputa înverșunată dintre „palamiți” și „varlamiți”. 
Două ipostaze l-au făcut celebru pe Varlaam: cea de inamic al lui Palamas și cea de profesor de greacă al lui Petrarca. Un gânditor raționalist, Varlaam a nutrit la școala ideilor filozofice și a logicii lui Aristotel, apreciind silogismele și capacitatea minții omenești de a pătrunde cu sprijinul lor către „natura” lucrurilor.